# Luchy
Luchy ist eine französische Gemeinde mit 670 Einwohnern (Stand 1. Januar 2022) im Département Oise in der Region Hauts-de-France. Die Gemeinde liegt im Arrondissement Beauvais und ist Teil der Communauté d’agglomération du Beauvaisis und des Kantons Saint-Just-en-Chaussée.

## Geographie
Die agrarisch geprägte Gemeinde liegt auf der Hochfläche des Plateau Picard rund 7,5 Kilometer südsüdöstlich von Crèvecœur-le-Grand und 10,5 Kilometer westlich von Froissy. Sie umfasst den im Südwesten gelegenen Weiler Rougemaison.

## Geschichte
Das der Abtei Saint-Lucien in Beauvais bis zur Französischen Revolution zugehörige Dorf wurde im Jahr 869 als Luciacum genannt. Der heutige Ortsteil Rougemaison wurde 1472 durch die Truppen Karls des Kühnen in Brand gesteckt. Im 18. und 19. Jahrhundert lebte die Gemeinde hauptsächlich von der Leinenweberei. Im 19. Jahrhundert gab es drei Windmühlen und eine Ziegelei.

## Einwohner
| 1962 | 1968 | 1975 | 1982 | 1990 | 1999 | 2006 | 2011 |
| ---- | ---- | ---- | ---- | ---- | ---- | ---- | ---- |
| 264  | 252  | 264  | 360  | 448  | 488  | 538  | 584  |

## Sehenswürdigkeiten
- Kirche Saint-Côme und Saint-Damien aus dem 17. Jahrhundert auf Fundamenten aus dem 13. Jahrhundert[1]
- Kriegerdenkmal

## Persönlichkeiten
- Fanny Dénoix des Vergnes (1798–1879), die „Muse der Oise“, hier geboren.